# Aldo Bertocci
Aldo Bertocci (Torino, 9 maggio 1915 – Cassano Valcuvia, 1º aprile 2004) è stato un tenore italiano che ha cantato sia da comprimario che in ruoli principali in una carriera che è andata dalla fine degli anni '40 alla metà degli anni '70.
Ha cantato nelle anteprime mondiali di nove opere del XX secolo, molte delle quali in spettacoli trasmessi dalla RAI. La sua discografia comprende registrazioni dal vivo di diverse rarità come Silvano di Mascagni e Zingari di Leoncavallo.

## Biografia
Iniziò ad apparire in opere poco dopo la fine della seconda guerra mondiale. Nel 1946 cantò nella prima mondiale, a Roma, della cantata di Malipiero, Vergilii Aeneis. L'anno seguente interpretò Rinuccio in Gianni Schicchi al Teatro Carignano nella sua città natale. Dal 1949 al 1966, cantò nelle anteprime mondiali di nove opere del XX secolo, molte delle quali in spettacoli concertistici presso gli Auditorium RAI di Torino, Milano e Roma. 
Nel 1953, debuttò al Teatro alla Scala nel ruolo di Sentinel nella prima rappresentazione del Cagliostro di Pizzetti, un ruolo che aveva cantato nella sua prima mondiale in concerto l'anno precedente. Continuò ad esibirsi alla Scala e nel teatro da camera associato, il Teatro della Piccola Scala, per tutta la sua carriera, cantando una varietà di ruoli tra cui il Principe Shuysky in Boris Godunov, Mefistofele in Dottor Faust, il Grande inquisitore ne Il prigioniero, Jack O'Brien in Ascesa e caduta della città di Mahagonny, Filka Morozov in Da una casa di morti, Agrippa in L'angelo di fuoco, Gabriele Adorno in Simon Boccanegra ed Elézer in Mosè in Egitto (ruolo in cui cantò anche a New York in un concerto del 1966 dell'American Opera Society).
Bertocci cantò in molti altri teatri lirici italiani, tra cui il Teatro Lirico Giuseppe Verdi di Trieste nel ruolo di Bacco in Ariadne auf Naxos e a La Fenice di Venezia la parte di Uldino in Attila, quella di Valerio nella prima rappresentazione teatrale di Don Tartufo Bacchettone di Malipiero e quella di Lukà nella prima mondiale de L'albergo dei poveri di Flavio Testi. Sebbene la maggior parte dei suoi ruoli riguardasse opere della metà del XX secolo e il suo repertorio fosse quello del tenore lirico, affrontò raramente (a volte con recensioni contrastanti) i ruoli principali di Don José in Carmen, Des Grieux in Manon Lescaut e il ruolo principale in Otello, quest'ultimo in una produzione della Canadian Opera Company del 1960.
Nel 1974 si stabilì a Cassano Valcuvia e vi visse fino alla sua morte avvenuta nel 2004, una settimana prima del suo 88º compleanno. Nel 2011, la sua città adottiva ha organizzato un festival in suo onore con concerti al Teatro Comunale e una mostra che documentava la sua carriera.

## Ruoli creati
- Primo sacerdote in Il prigioniero di Dallapiccola (Auditorium RAI, Torino, 1949)[4]
- Romeo in Mondi celesti e infernali di Malipiero (Auditorium RAI, Roma, 1950)
- Achille in Ifigenia di Pizzetti (Auditorium RAI, Torino, 1950)
- Sentinella in Cagliostro di Pizzetti (Auditorium RAI, Milano, 1952)
- Mario in La gita in campagna di Mario Peragallo ( La Scala, Milano, 1954)
- Abele in Caino di Felice Lattuada (La Scala, Milano, 1957)
- Araldo in Assassinio nella cattedrale di Pizzetti (La Scala, Milano, 1958)
- Costruttore in Atomtod di Giacomo Manzoni (Teatro della Piccola Scala, Milano, 1965)
- Lukà in L'albergo dei poveri di Flavio Testi ( La Fenice, Venezia, 1966)

## Registrazioni
Molte delle esibizioni di Bertocci nelle trasmissioni radiofoniche in diretta sono state ripubblicate su LP e/o CD, tra cui:
- Verdi: I Lombardi alla prima crociata (con il nome Arvino) - Orchestra Sinfonica e Coro della Rai di Milano diretta da Manno Wolf-Ferrari, 1951 (ristampato su CD da Fonit Cetra)
- Mascagni: Silvano (con il nome Silvano) - Orchestra Sinfonica e Coro della Rai di Milano diretta da Pietro Argento, 1954 (pubblicato su LP nel 1967 da EJ Smith «The Golden Age of Opera»)
- Donizetti: Anna Bolena (con il nome Percy) - Orchestra e Coro della Scala, Milano diretta da Gianandrea Gavazzeni, 1958 (ristampato su CD da diverse etichette tra cui Myto e Opera D'oro).
- Leoncavallo: Zingari (con il nome Radu) - Dutch Radio Symphony Orchestra and Chorus diretta da Fulvio Vernizzi, 1963 (pubblicato su LP nel 1965 da EJ Smith «The Golden Age of Opera»)